# Kal Napoleon Kalssons bondtur
Kal Napoleon Kalssons bondtur är en svensk svartvit stumfilm från 1915 med regi och manus av Maria Ekman. I rollerna ses Sigurd Wallén, Erik Taube, Magda Englund och Edith Wallén.

## Om filmen
Inspelningen ägde rum i Stockholm och var en ren reklamfilm för ett antal affärsinteriörer i staden. Trots detta kom filmen att få en biograflansering på normalt vis och premiärvisades den 13 december på Vinterpalatset i Stockholm.

## Handling
Systrarna Tora och Lisa nås via Toras fästman Gunnar av beskedet att Gunnars morbror Kal vunnit högsta vinsten och planerar att besöka dem. Pengarna spenderas senare i olika affärer och Kal friar även till Lisa och får ett ja.

## Rollista
- Sigurd Wallén – Kal Napoleon Kalsson
- Erik Taube – Gunnar, Kal Napoleons systerson
- Magda Englund	– Tora, Gunnars fästmö
- Edith Wallén – Lisa, Toras syster